# Rafael Coelho
Rafael Coelho Luiz (Florianópolis, 20 maggio 1988) è un ex calciatore brasiliano, di ruolo attaccante.

## Carriera

### Club
Ha giocato nella massima serie dei campionati brasiliano, cinese, indiano e thailandese.